# Microcosm (videogioco 1993)
Microcosm è un videogioco sparatutto su rotaia del 1993 sviluppato da Psygnosis e pubblicato da Fujitsu per FM Towns. Il gioco è stato convertito per Sega Mega CD, 3DO e Amiga CD32.